# 루시 대 제머 사건
루시 대 제머 사건(Lucy v. Zehmer)에 대해 설명한다.

## 내용
갑과 을이 토지매매계약을 문서로 작성하였으나, 을은 동 계약을 장난으로 체결했다며 계약의 무효를 주장하였다. 법원은 을의 주관적인 내부의사는 유효한 계약의 성립 여부에 아무런 영향도 미치지 아니하고 합리적인 자의 입장에서 볼 때 토지매매 계약은 정당하게 성립되었으므로 유효한 계약이라고 판결을 내렸다.

## 같이 보기
- 미국의 계약법